# Cnemaspis perhentianensis
Cnemaspis perhentianensis es una especie de gecos de la familia Gekkonidae.

## Distribución geográfica yhábitat
Es endémica de las islas Perhentian (Malasia Peninsular).